# ISO/IEC 7811
ISO/IEC 7811は、IDカード（身分証明カード）の記憶技術に関する国際規格である。9部 (7811-1〜7811-9) から構成される。

## 7811-1
エンボス
字体・文字間隔・大きさ・エンボスの高さ・位置を規定している。
エンボス加工する位置は、カードおもて面。識別番号を中央やや下（実際は詳細に規定）に、氏名・住所は下部（実際は詳細に規定）に行う。

## 7811-2
磁気ストライプ - 低保磁力
磁気ストライプの物理的特性を規定している。
磁気ストライプの位置は、裏面の上部。（日本のカードについてはおもて面に磁気ストライプがあるものがある）
以下の両方の方式で誤り検出を行う。
奇数検査
文字毎に行う。文字を構成するビットと奇数検査のビットの合計が奇数となるよう、奇数検査のビットをセットする。
水平冗長検査 (LRC)
トラック毎に行う。トラック内のすべての文字（LRC自体も含む）の各ビット毎の合計が偶数となるよう、LRCをセットする。

## 7811-3
ID-1カードのエンボスの位置
※7811-1に統合されて廃止済

## 7811-4
磁気ストライプ（第1トラック・第2トラック）の位置
※7811-2に統合されて廃止済

## 7811-5
磁気ストライプ（第3トラック）の位置
※7811-2に統合されて廃止済

## 7811-6
磁気ストライプ - 高保磁力
7811-2の低保磁力磁気ストライプと互換性を保つための規格。
具体的な保磁力自体は規定されていない。

## 7811-7
磁気ストライプ - 高保磁力・高密度
7811-6の高保磁力磁気ストライプより、10倍の情報量を保持できる磁気ストライプに関する規格。

## 7811-8
磁気ストライプ - 51.7 kA/m (650 Oe) の保磁力
7811-2の低保磁力と7811-6の高保磁力の中間の磁力を持つ磁気ストライプに関する規格。

## 7811-9
接触型識別子マーク
視力障害をもつカードホルダが、カードを識別するために用いられる接触型の識別子マークの物理的特長。